# Запань Луп'я
Запань Луп'я (рос. Запань Лупья) — селище в Ленському районі Архангельської області Російської Федерації.
Населення становить 141 особу. Входить до складу муніципального утворення Сойгинське поселення.

## Історія
Від 2004 року входить до складу муніципального утворення Сойгинське поселення.

## Населення
| 2002 | 2010 | 2012 |
| ---- | ---- | ---- |
| 204  | ↘127 | ↗141 |